# Джонкир, Роберт
Роберт Джонкир (фр. Robert Jonckhèere , 25 июля 1888, Рубе − 27 июня 1974, Марсель) — французский астроном. Он известен своим открытием более 3350 оптически-двойных звёзд. А. Р. Джонкир, психолог и статистик в Университетском колледже Лондона, был его сыном.

## Биография

### Юность
Сын богатого бельгийского текстильного промышленника, Роберт Джонкир рано проявил энтузиазм в отношении астрономии. В 12 лет он начал путешествовать по Англии, чтобы изучать язык и текстильную промышленность. Он учился в средней школе в лицее коммуны Туркуэн и учился в колледже в Нотр-Дам-де-Виктуар-де-Рубе. Он построил частную обсерваторию на крыше семейного дома в 1905 году и стал членом французского астрономического общества. В 1907 году он нашёл место для новой обсерватории на холме высотой в 20 метров, которая сейчас находится в городе Ам недалеко от Лилля. Строительство началось в декабре 1907 года и закончилось установкой телескопа под купол в 1909 году.

### Обсерватории города Ам
Обсерватория Джонкира не была полностью посвящена астрономии. В комплексе зданий было несколько офисов, жилой дом, библиотека и метеостанция.

### Отъезд во время Первой мировой войны и возвращение
Во время Первой мировой войны Роберт Джонкир с женой и детьми нашли убежище в Англии. В этот период Королевская обсерватория Гринвича позволила ему продолжить изучение двойных звёзд и опубликовала каталог, представляющий его результаты. За этот каталог Французская академия наук присудила ему премию Лаланда за 1917 год. Чтобы поддержать свою семью, Джонкир работал в оптическом отделе Королевского Арсенала в Вулидже. После окончания войны он вернулся во Францию, чтобы найти семейный бизнес в руинах. В 1920 году он принял бизнес от своего отца, но 1920-е годы были плохими временами для бизнеса и обсерватории. В 1929 году Джонкир продал телескоп и оборудование Университету Лилля для использования Обсерваторией Лилля.

### Профессиональная карьера
Несмотря на свои достижения, Джонкир был не в состоянии получить работу в качестве наблюдателя в обсерватории Лилля. В 1929 году, продав землю и здание своей обсерватории в городе Ам, он отправился в Марсель.
В Марселе сотрудникам обсерватории Марселя Роберту Джонкиру было разрешено проводить исследования, но ему приходилось зарабатывать на жизнь разными случайными работами. Лишь в 1942 году он сдал вступительный экзамен в CNRS, что позволило ему получить стипендию фонда и работать в качестве профессионального астронома в обсерватории Марселя. Он продолжил свои открытия двойных звёзд, используя телескоп Леона Фуко с его 80-сантиметровым зеркалом. Джонкир получил премию Беккереля Французской академии наук в 1943 году.
Он также был главным редактором Journal des Observateurs, журнала, в котором публиковались французские астрономические исследования. Он вышел на пенсию в 1962 году.

## Избранные публикации
- (англ.) Jonckheere R. (1911) Stars, double and multiple, Cent nouvelles étoiles doubles. Monthly Notices of the Royal Astronomical Society, 71, 750 (abstract @ The Smithsonian/NASA Astrophysics Data System)
- (англ.) Jonckheere R (1911) Stars, Double and multiple, Mesures d'étoiles doubles à l’Observatoire de Lille. Monthly Notices of the Royal Astronomical Society, 72, 156 (with The SAO/NASA Astrophysics Data System)
- (англ.) Jonckheere R. (1912) Stars, Double and multiple, Nouvelles étoiles doubles. Monthly Notices of the Royal Astronomical Society, 72, 188 (SAO/NASA Astrophysics Data System ou ADS)
- (фр.) Jonckheere R (1944) Sur les Catalogues d’Etoiles doubles et en particulier sur celui de RG Aitken. Journal des Observateurs, 27, 73 (with SAO/NASA Astrophysics Data System (ADS))